# Stvarnost između reklama
Stvarnost između reklama je drugi studijski album pulsko-zagrebačkog sastava Radio Aktiv. 

## O albumu
Snimanje albuma odvijalo se u privatnom studiju u Zagrebu tijekom 2014. i početka 2015. godine, u suradnji s producentom Markom Mrakovčićem s kojim sastav surađuje od snimanja prvog službenog singla. Nakon najavnih singlova Isto sunce i Jure, žure, album je, kao i njihov prvi studijski album Grije nas isto sunce, objavljen u koprodukciji Spone i Aquarius recordsa - u travnju 2015. godine.

## Popis pjesama
| Br. | Skladba                                        | Trajanje |
| --- | ---------------------------------------------- | -------- |
| 1.  | »Isto sunce«                                   | 3:45     |
| 2.  | »Jure, žure«                                   | 3:23     |
| 3.  | »Ne želim da prestane«                         | 3:44     |
| 4.  | »O onom što se događa«                         | 2:45     |
| 5.  | »Stvarnost između reklama«                     | 3:27     |
| 6.  | »Ovo nije san (feat. Geby)«                    | 3:18     |
| 7.  | »Demolska«                                     | 1:57     |
| 8.  | »Par minuta ljeta«                             | 4:03     |
| 9.  | »Ko je ovdje lud?«                             | 3:33     |
| 10. | »Pa-pa!«                                       | 3:34     |
| 11. | »Nema straha«                                  | 3:02     |
| 12. | »Pera i pištolji (Imperijalizmu i hegemoniji)« | 2:39     |
| 13. | »Ostavimo trag«                                | 3:31     |

## Izvođači
- Branimir Čubrilo (pjevanje, električna i akustična gitara, programiranje)
- Igor Vitasović (klavijatura, pjevanje, udaraljke)
- Korado Vidulin (bubnjevi, loopovi, programiranje)
- Domagoj Tafra (električna, akustična i klasična gitara, violina)
- Aleks Ravnić (bas-gitara, pjevanje)
- Tihomir Prugovečki (truba, saksofon, pjevanje)
- Borna Bevanda (udaraljke)
- Kristijan Jurčić (truba)
- Mark Mrakovčić (glazbeni producent, programiranje, loopovi, pjevanje)
- Martina Geber (pjevanje)
- Marko Rušnov (saksofon)